# Arne Månsson
Arne Månsson (1925. november 11. – 2003. január 11.), svéd válogatott labdarúgó, edző.

## Sikerei, díjai

### Klub
- Malmö FF
  - Svéd első osztály bajnoka: 1943-44, 1948-49, 1949-50, 1951-52, 1952-53
  - Svéd kupa: 1944, 1946, 1947, 1951, 1953